# Johnny Araya Monge
Johnny Araya Monge (ur. 29 kwietnia 1957 w Palmares) – kostarykański polityk, burmistrz San José w latach 1998-2001 oraz od 2003.

## Życiorys
Johny Araya Monge urodził się w 1957. W 1982 ukończył agronomię na Uniwersytecie Kostarykańskim. W 1992 ukończył studia na Uniwersytecie Harvarda w USA.
Od 1982 do 1986 zasiadał w radzie miejskiej San Jose. W latach 1991–1998 wchodził w skład władz wykonawczych stolicy. W latach 1998–2001 po raz pierwszy zajmował stanowisko burmistrza San Jose. W 2003 został ponownie burmistrzem, pierwszym wybranym w wyborach bezpośrednich. W 2007 uzyskał reelekcję na stanowisku na kolejną czteroletnią kadencję. W latach 2006–2008 pełnił funkcję prezydenta Unii Stołecznych Miast Latynoamerykańskich (UCCI, Unión de Ciudades Capitales Iberoamericanas). W 2006 objął również stanowisko prezydenta Federacji Miast Latynoamerykańskich (FLAC, Federación Latinoamericana de Ciudades).
W czerwcu 2009 wziął udział w prawyborach Partii Wyzwolenia Narodowego (Partido Liberación Nacional, PNL) przed wyborami prezydenckimi w 2010. Przegrał jednak rywalizację z Laurą Chinchillą. W 2014 brał udział w wyborach prezydenckich, jednak przegrał z Luisem Guillermo Solísem.